# ランケット

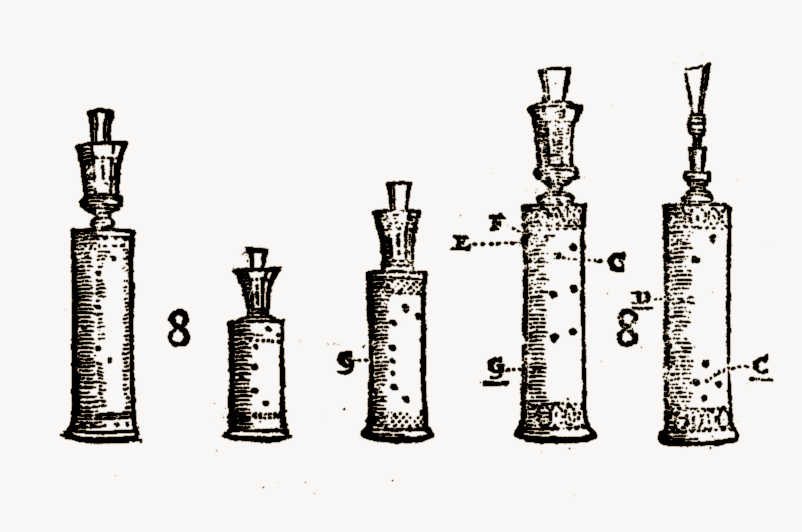
ランケット（Syntagma musicum）

ランケット（独: Rankett, 又はRanckett, Rackett, Rakett）は、ルネサンスおよびバロック期の木管楽器である。

## ルネサンス型のランケット

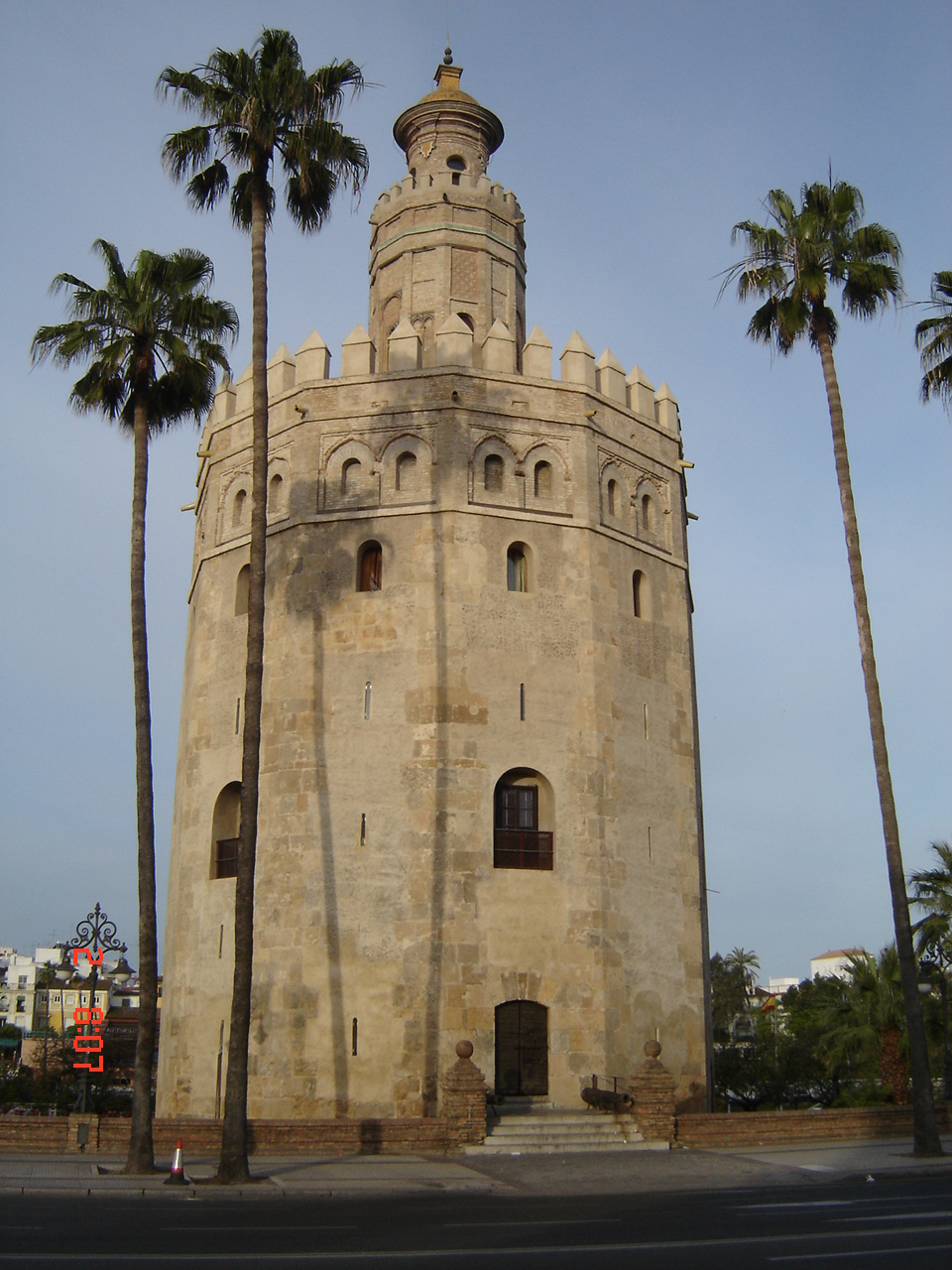
La Torre del Oro、セビリア

ルネサンス型のランケットには、洋梨の木又はカエデからできた円筒ブロックの上に小さな筒が直角につけられ、その上にダブルリードが直角についている。構造の外観は、セビリアの町の外郭の塔に似ている。楽器内部に通る円筒は9回曲がり、小さな楽器にしてはとても低い音域を持つ。演奏時は、手を向かい合わせにして持ち、指の平だけでなく、指の奥の方でも押さえる。
ルネサンス型のランケットは直接吹き込むが、口の中にリードを入れていたか、それとも管（Windkapsel）に入れていたかは分からない。唇の負担を軽くするため、しばしばピルエット（Pirouette）を使用した。楽器は、やや下に傾けて、水平に吹奏される。
ルネサンス型のランケットの響きは、ドゥルシアンや後のファゴットよりもざらざらとして力強い。ルネサンス期のリード楽器の多くと同じように、ルネサンス型のランケットのダイナミクスレンジは狭く、息の圧力の変化は主に音色を変えるのに用いられる。
20世紀では、ルネサンス型のランケットは復元され、テナーF–d0、バセットB1–g0、バスF1–d0、グレートバスB2–Gが製作された。

## バロック型のランケット

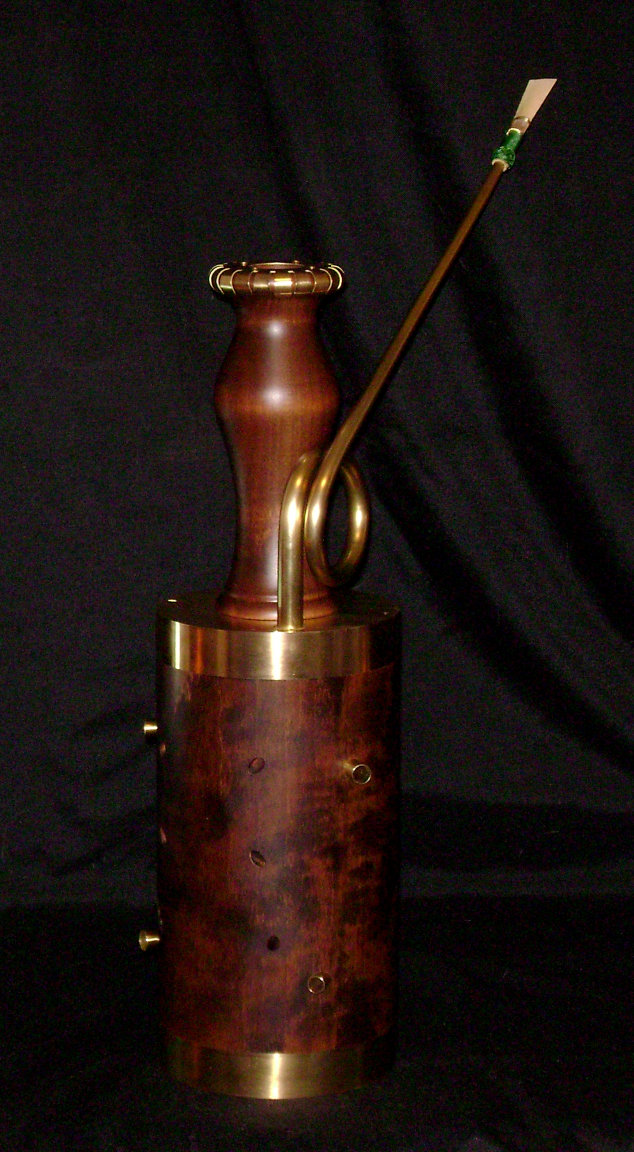
バロック型ランケットの復元、メック、2008

バロック型のランケットは、ルネサンス型のランケットと著しく異なる。管の終わりと吹き込み管に関して言えば、ルネサンス型のランケットから受け継いだ内部管により非常に圧縮されたファゴットに相当する。しかし、内部管はルネサンス型のランケットと比べて円錐型に成形され、その径の変化は構造上非常になだらかなものとなる。目立つのは、バロック型のランケットは管の反対側で吹くということである。小さな筒は管の終わり、すなわち開口部となり、吹き込み管は「回廊」から斜めに突き出す。楽器の内部管は楽器内部で10回曲がっている。吹き込み管のため、バロック型のランケットは、演奏の際垂直に構えるか台の上に置かれる。バロック型のランケットの響きは、同時代のバロックファゴットよりもざらざらとして力強い。バロックファゴットと比べてランケットの音域は狭く、そのためランケット用の通奏低音パートは、ファゴットの物とは異なることがある。
20世紀中盤よりバロック型ランケットは再び製作されるようになった。この楽器の音域はB1–d1で、ファゴットの音域にある。

## ランケットの歴史
ランケットの由来はドイツ語圏にあると推測される。まず1576年のヴュルテンベルクの目録で言及され、1590年のグラーツの目録ではRogettenと記録されている。この時代のミュンヘン宮廷楽団の絵には、ランケット奏者が描かれている。1680年以降のバスランケットの変化は、楽器製作者ヨハン・クリストフ・デンナーによるとされている。
ルネサンス型のランケットにしろ、バロック型のランケットにしろ、その歴史は非常に短い。上に述べた長所により、このサイズの手ごろな楽器は非常に人気があったのかもしれない。インスブルックのアンブラス城には、象牙製の2つのミニチュアランケットさえある。アンブラス城には、1セットのターテルト（Tartölt）5つもある。これは竜のシャルマイとも呼ばれ、竜の形をしたランケットである。アンブラス城の楽器は、ウィーンの古楽器コレクションで展示されている。象牙のランケットは非常に繊細な音で、ミヒャエル・プレトリウスは、「非常に静かで、ほとんどKamをふいたよう」と記している。バロック期の終わりにランケットは、当時好まれたより柔らかい音を持つファゴットにとってかわられた。
バロック型のランケットは、多くの博物館に数多く存在し、例えばベルリン楽器博物館ではナイメーヘンののW. Wijneによる1700年頃の楽器がある。